# Greatest Hits (album Red Hot Chili Peppers)
Greatest Hits – kompilacja największych przebojów grupy Red Hot Chili Peppers. Album wydała wytwórnia Warner Music w roku 2003. Równocześnie wydana została specjalna edycja albumu Greatest Hits And Videos, która dodatkowo zawiera krążek z najlepszymi teledyskami grupy.

## Lista utworów
1. Under the Bridge
2. Give It Away
3. Californication
4. Scar Tissue
5. Otherside
6. Soul to Squeeze
7. Suck My Kiss
8. By the Way
9. Parallel Universe
10. Breaking the Girl
11. My Friends
12. Higher Ground
13. Universally Speaking
14. Road Trippin'
15. Fortune Faded
16. Save the Population

## Lista teledysków
1. Higher Ground
2. Suck My Kiss
3. Give It Away
4. Under The Bridge
5. Soul To Squeeze
6. Aeroplane
7. My Friends
8. Around The World
9. Scar Tissue
10. Otherside
11. Californication
12. Road Trippin'
13. By the Way
14. The Zephyr Song
15. Can't Stop
16. Universally Speaking